# Aloïs Confais
Aloïs Confais (* 7. September 1996 in Évreux) ist ein französischer Fußballspieler.

## Karriere

### Verein
Confais begann seine fußballerische Karriere 2002 beim AC Évreux. Im Sommer 2009 wechselte er zum Stadtrivalen Évreux FC, wo er zwei Jahre spielte, ehe er zum ES Troyes AC wechselte. Bereits ab Ende der Saison 2012/13 kam er zu Einsätzen im fünft- und viertklassigen Zweitteam. In der Saison 2014/15 stand er zum ersten Mal im Kader der Profimannschaft in der Ligue 2 und schaffte mit dem Klub ohne Einsatz den Aufstieg in die Ligue 1 als Meister. Am 9. Januar 2016 (20. Spieltag) kam er zu seinem Profidebüt in Frankreichs höchster Spielklasse, als er bei einer 1:4-Niederlage gegen Olympique Lyon über 90 Minuten auf dem Platz stand. Insgesamt spielte er 2015/16 15 Mal in der Ligue 1, stieg jedoch mit dem Team als Tabellenletzter direkt wieder ab. Dort schoss er jedoch am vierten Spieltag bei einem 3:1-Sieg über den Le Havre AC sein erstes Tor im Profibereich. In der gesamten Saison 2016/17 konnte er sich zum Stammspieler durchsetzen und spielte 30 Ligaspiele. Nach der Spielzeit stand Troyes auf dem dritten Tabellenplatz und schaffte über die Relegation wieder den Aufstieg. Dort war Confais jedoch nicht mehr gesetzt und kam 2017/18 wieder nur zu 15 Einsätzen. Nach dem Wiederabstieg von Troyes spielte er bis Ende November noch weitere fünf Spiele in der Ligue 2.
Im November 2018 folgte der Wechsel zum Le Mans FC in die National. Hier war er absolut gesetzt und traf in 19 Drittligaspielen bis zum Ende der Saison auch einmal. Auch mit Le Mans konnte er sich in der Relegation zum Aufstieg, diesmal in die Ligue 2, durchsetzen. Dort spielte er anschließend 20 von 28 Ligaspielen und konnte erneut einmal treffen.
Nach dem Abstieg zurück in die National wechselte Confais nach Zypern zu Nea Salamis Famagusta. Dort war er absolut gesetzt und wurde 35 Mal in der Liga eingesetzt.
Nach nur einer Saison wechselte er im Sommer 2021 zum Ligakonkurrenten Olympiakos Nikosia. Auch hier war er gesetzt und spielte 25 Mal für sein neues Team.
Jedoch verließ er auch dieses nach nur einer Spielzeit, kehrte nach Frankreich zurück und unterschrieb beim Le Havre AC. Hier kam er jedoch nicht oft zum Zug und lief 2022/23 nur in elf von 38 Ligaspielen auf, konnte aber mit seinem Team den Aufstieg als Meister feiern.

### Nationalmannschaft
Confais lief bereits für mehrere Juniorennationalmannschaften Frankreichs auf und kam dabei zu insgesamt acht Einsätzen.

## Erfolge
ES Troyes AC
- Meister der Ligue 2: 2015
  - Aufstieg in die Ligue 1: 2015, 2017

Le Mans FC
- Aufstieg in die Ligue 2: 2019

Le Havre AC
- Meister der Ligue 2 und Aufstieg in die Ligue 1: 2023